# Goran Parlov
Goran Parlov (Pula, RFS de Yugoslavia, hoy Croacia, 24 de marzo de 1967) es un dibujante de cómic croata, activo principalmente en Italia y Estados Unidos.

## Biografía
Debutó en el mercado italiano dibujando la Oesteada Ken Parker de Giancarlo Berardi. En 1993 empezó su colaboración con la editorial Bonelli, entrando en el equipo del policíaco Nick Raider de Claudio Nizzi. En julio de 1997 publicó un álbum especial del wéstern Tex, con guion del mismo Nizzi. El año siguiente pasó a trabajar para el cómic del Oeste/terror Viento Mágico de Gianfranco Manfredi. Con textos de Manfredi dibujó también el primer episodio de la miniserie Volto Nascosto (2007).
Para el mercado estadounidense tiene una trayectoria de trabajo con Marvel Comics y DC Comics. Realizó los lápices de algunas historias de la Viuda Negra (con tintas de Bill Sienkiewicz) y junto al guionista Garth Ennis creó Barracuda, personaje de El Castigador.